# Olkusz
Olkusz este un oraș în județul Olkusz, Voievodatul Polonia Mică (din 1999), înainte în perioada (1975–1998) aparținea voievodatului Katowice, cu o populație de 36500 locuitori (2012) în sudul Poloniei.

## Împrejurimi
Orașul este pe râul Baba, având un drum principal pe care se ajunge în Varșovia și Cracovia, făcându-l orașul central al zonei. Turiștii care doresc să viziteze natura și situri istorice, încep de aici. De asemenea, Olkusz este situat pe linia de cale ferată principală, care leagă Silezia Superioară și Zaglebie cu Kielce.
Potrivit paginii internet a orașului, o legendă menționează că orașul a fost format de către fenicieni vechi care au călătorit aici și a găsit minereu de plumb. Originea numelui fenician El-Khuds are sensul de daltă.
Un prim document istoric scris din anul 1299 se referă la orașul de Olkusz, situat în provincia Polonia Mică a Regatului Poloniei. Orașul a fost inițial condus de către cetățenii de origine germană, iar locuitorii erau în mare parte bogați, datorită minelor de plumb. De asemenea s-a descoperit și argint. Multe războaie au devastat orașul, a cărui populație a scăzut. Cel mai scăzut număr de locuitori fiind la sfârșitul secolului al XVII-lea (a se vedea: Potopul).

## Galerie

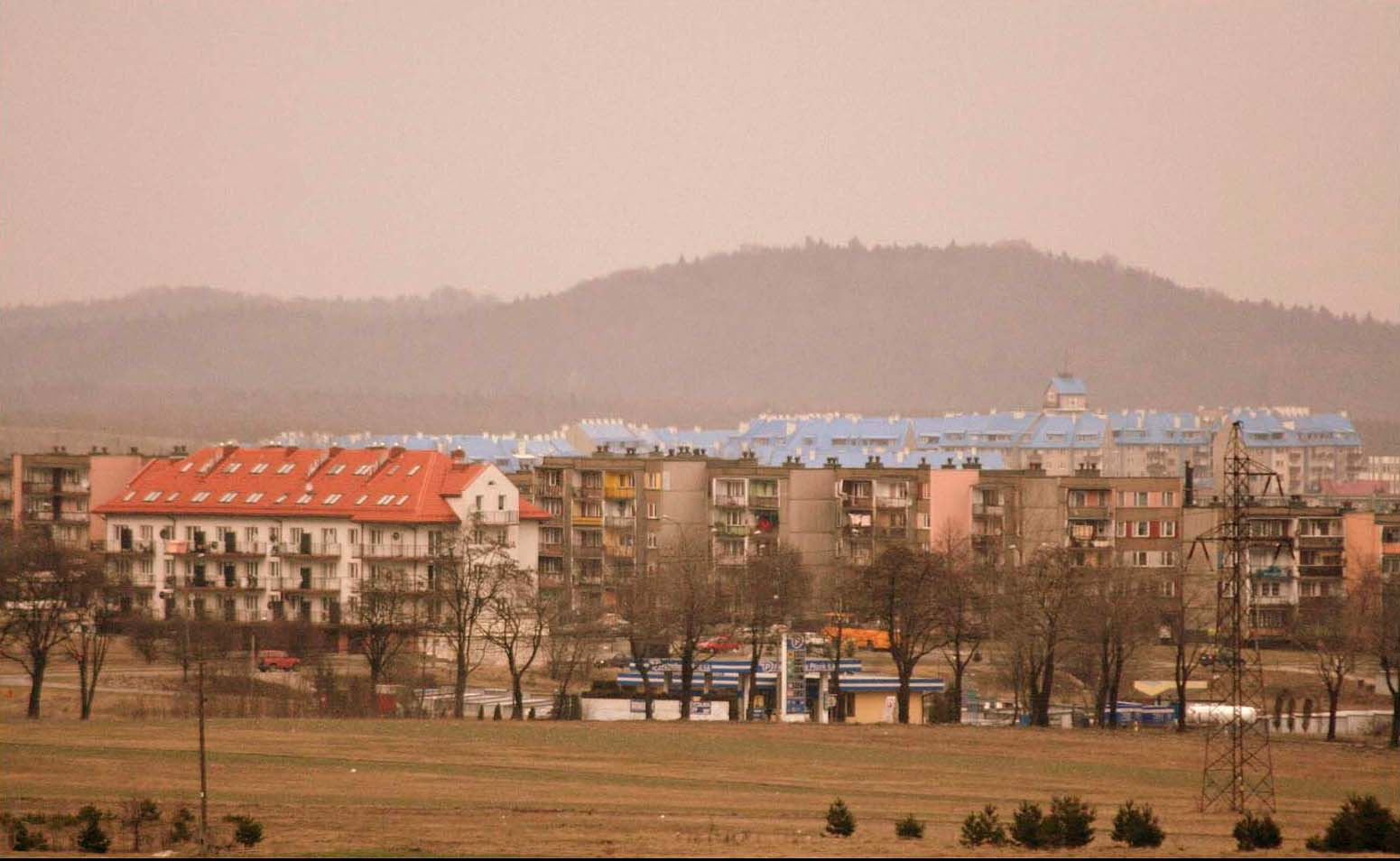
Widok na [[Osiedle Młodych (Olkusz)|
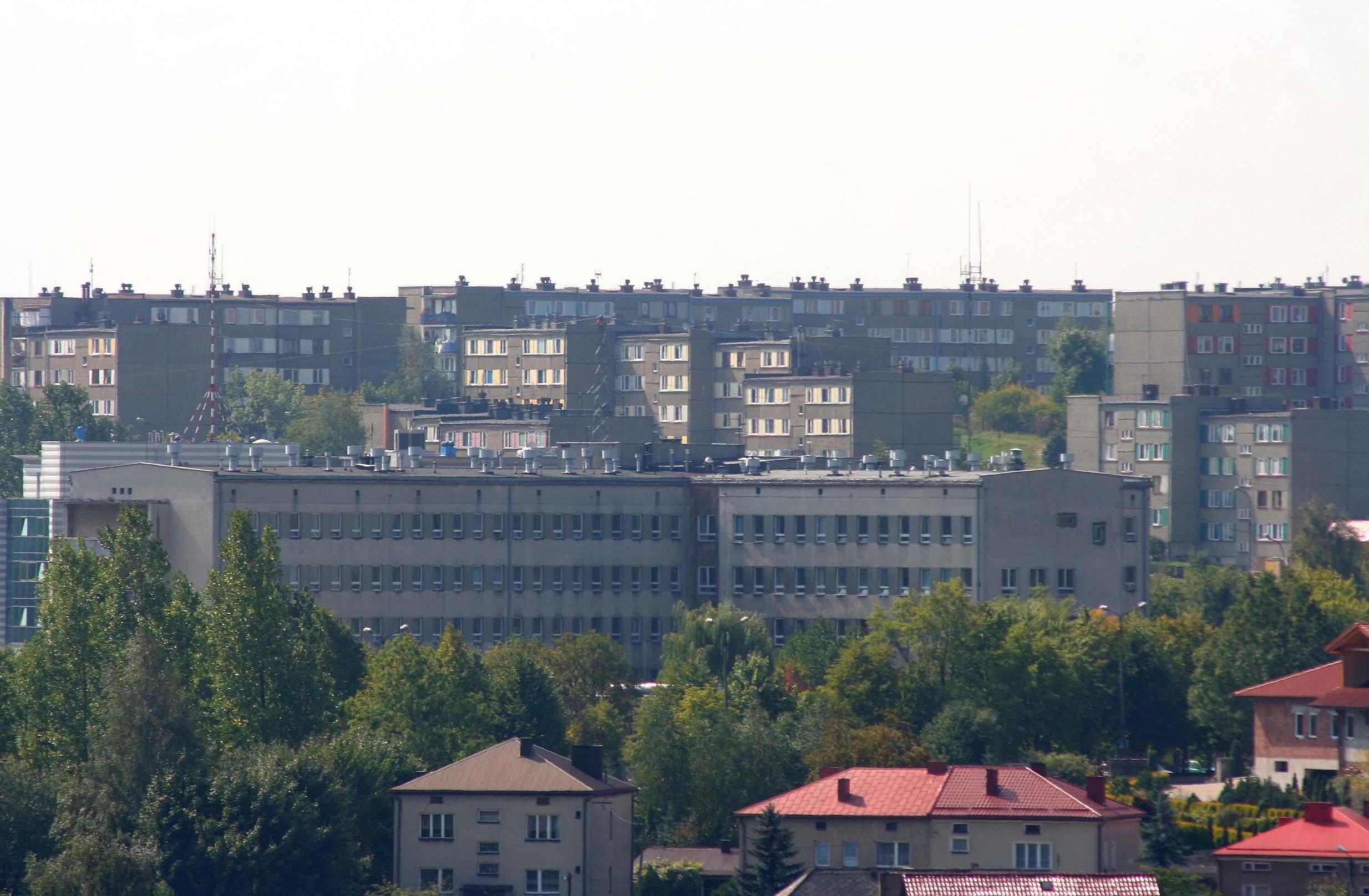
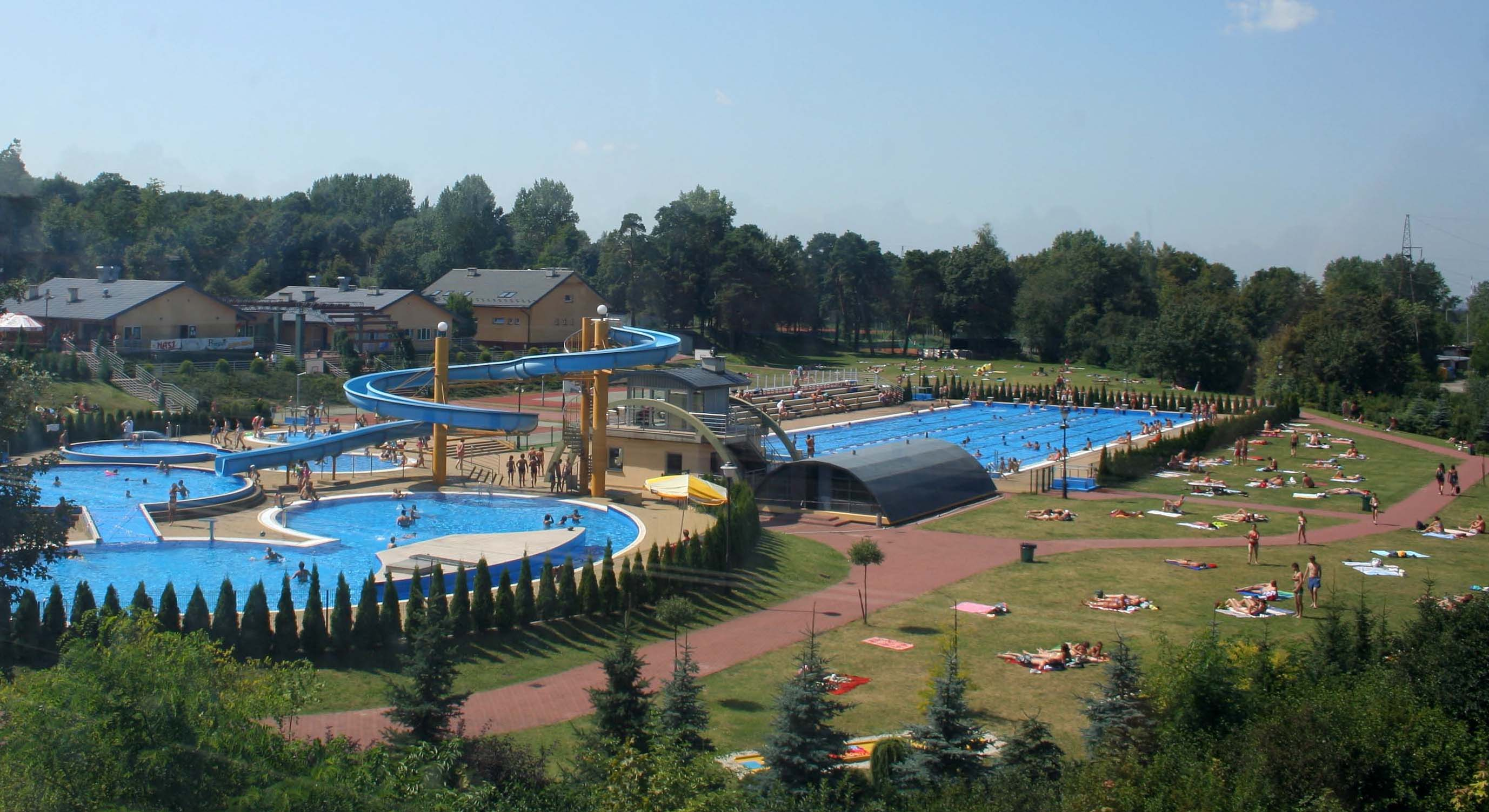
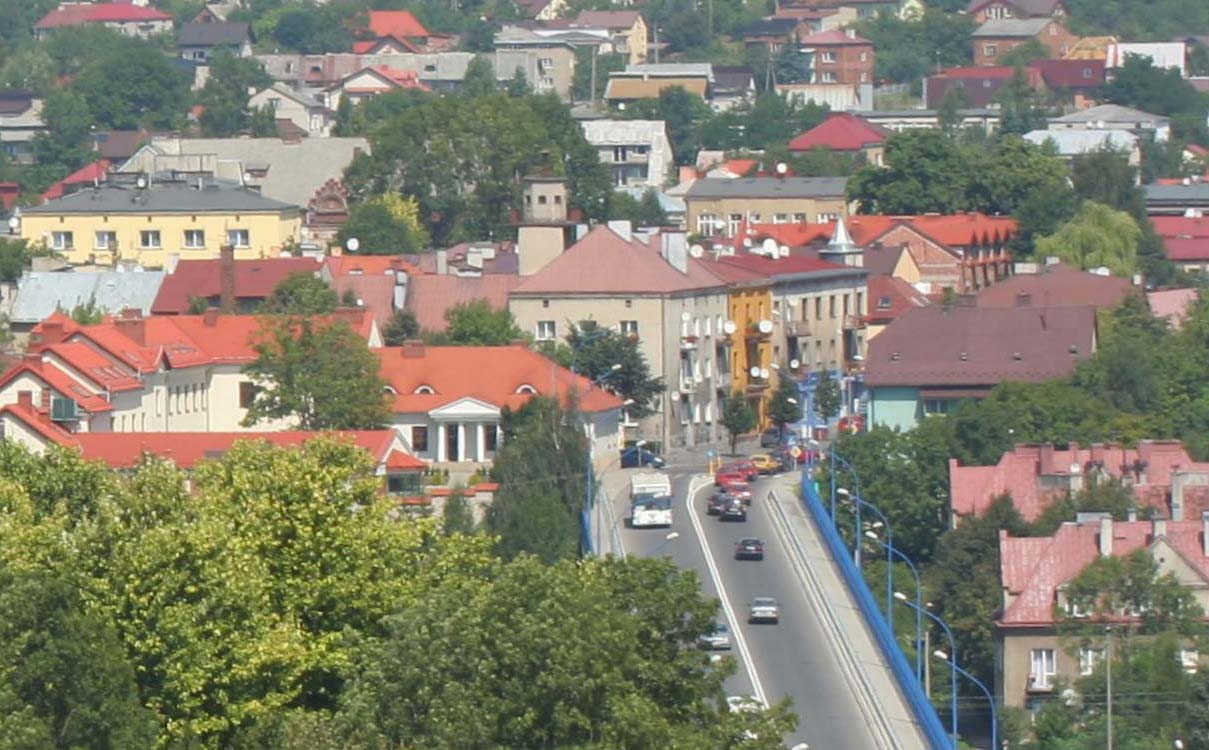
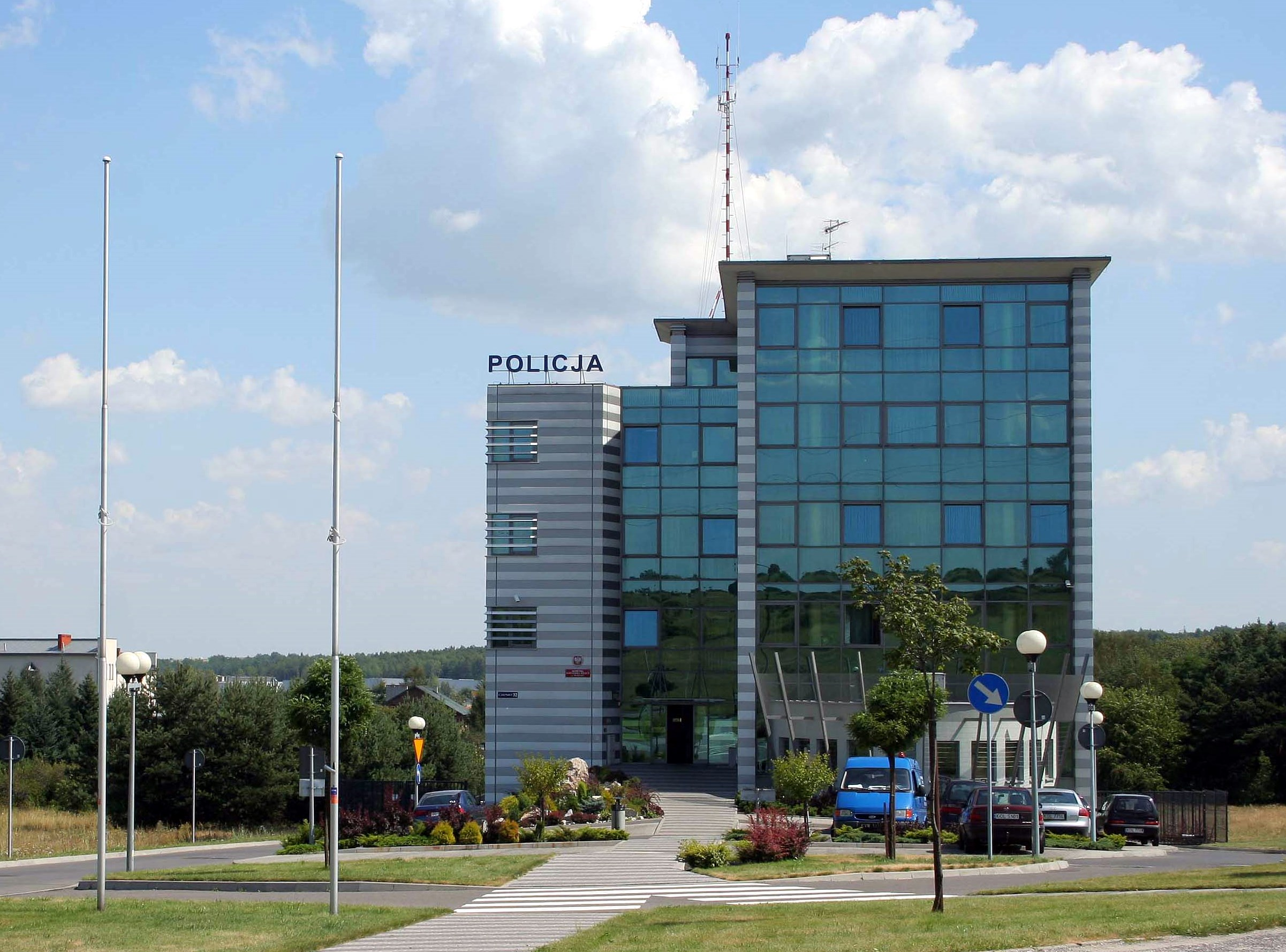
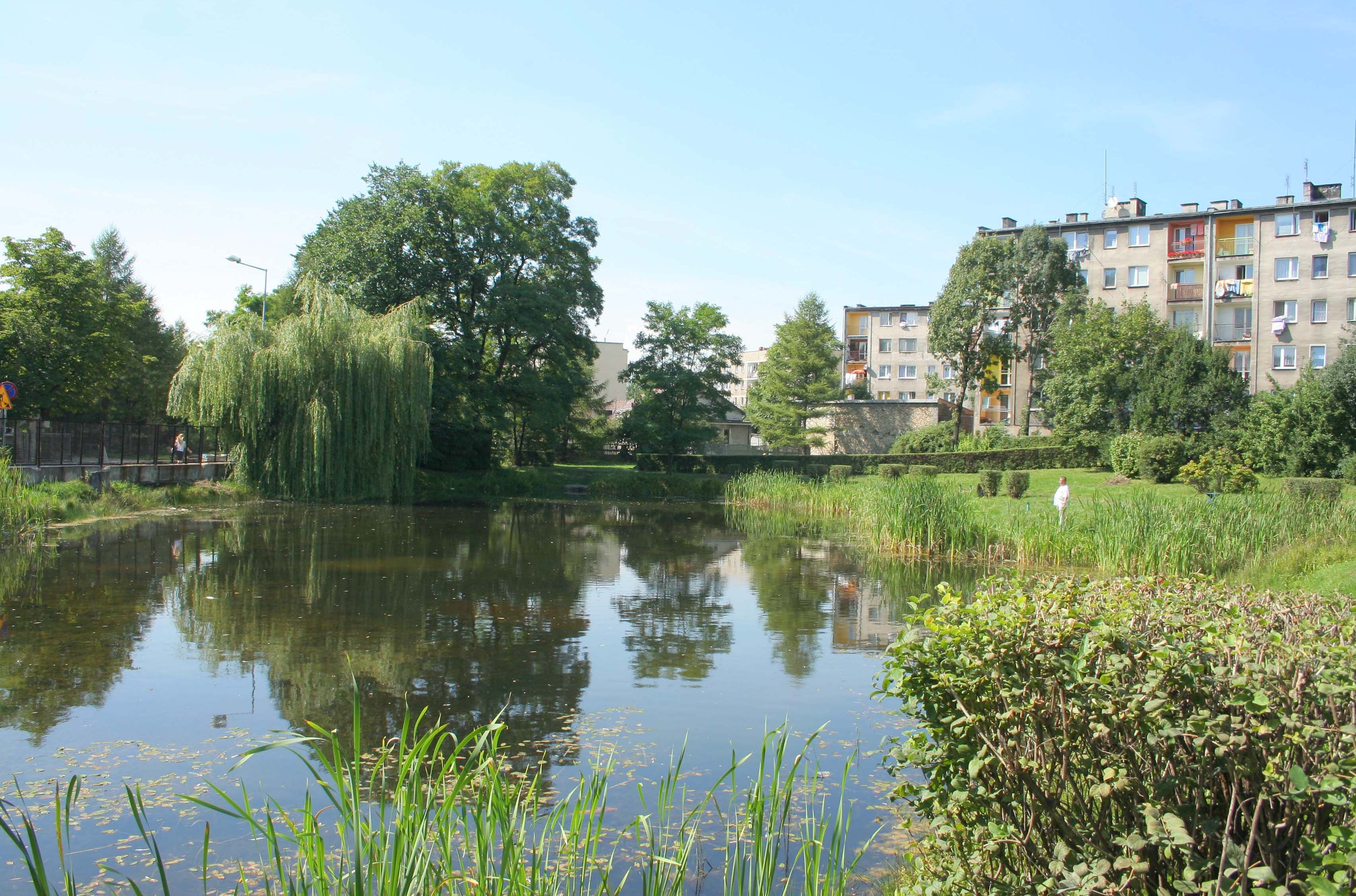
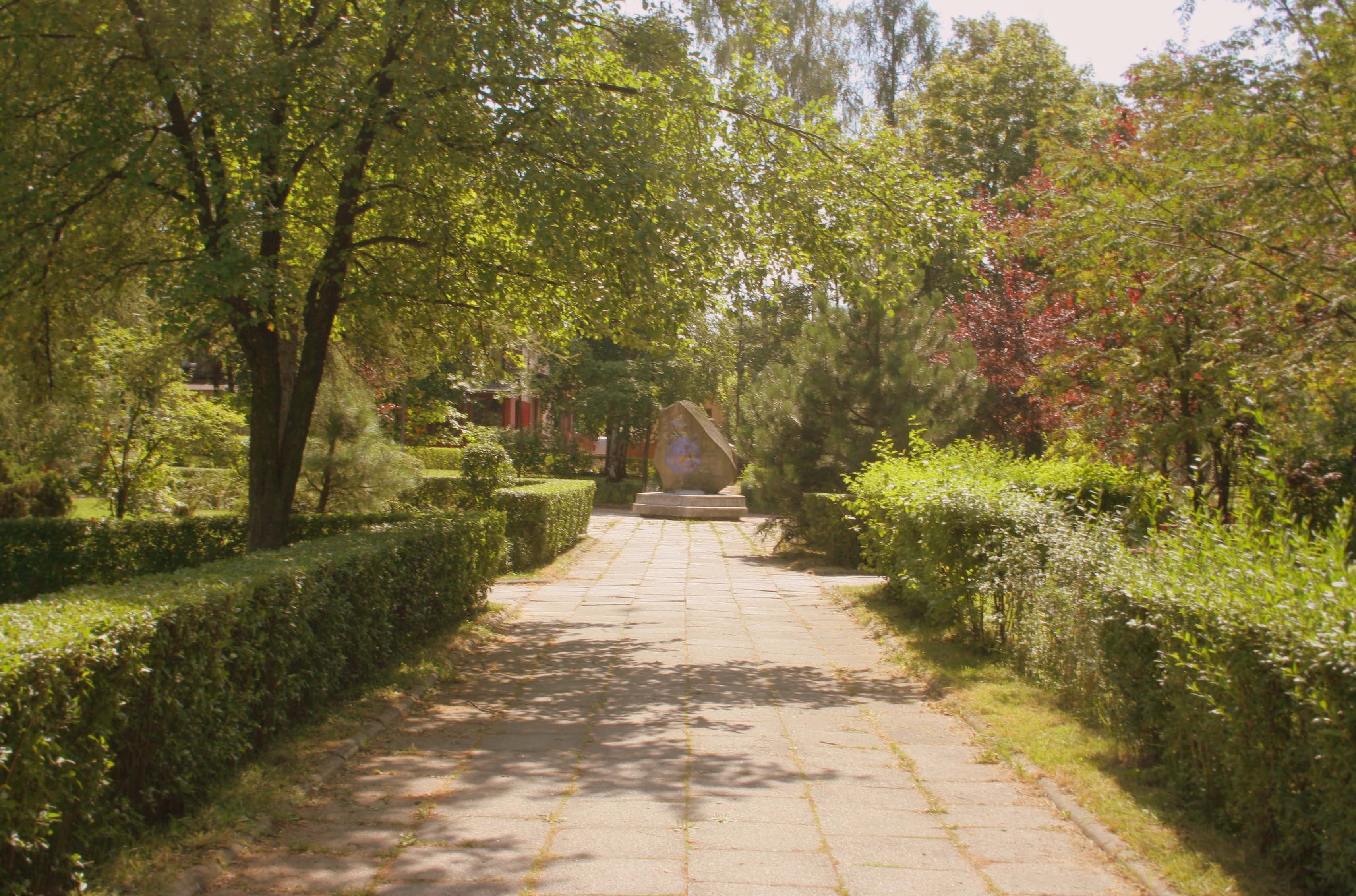
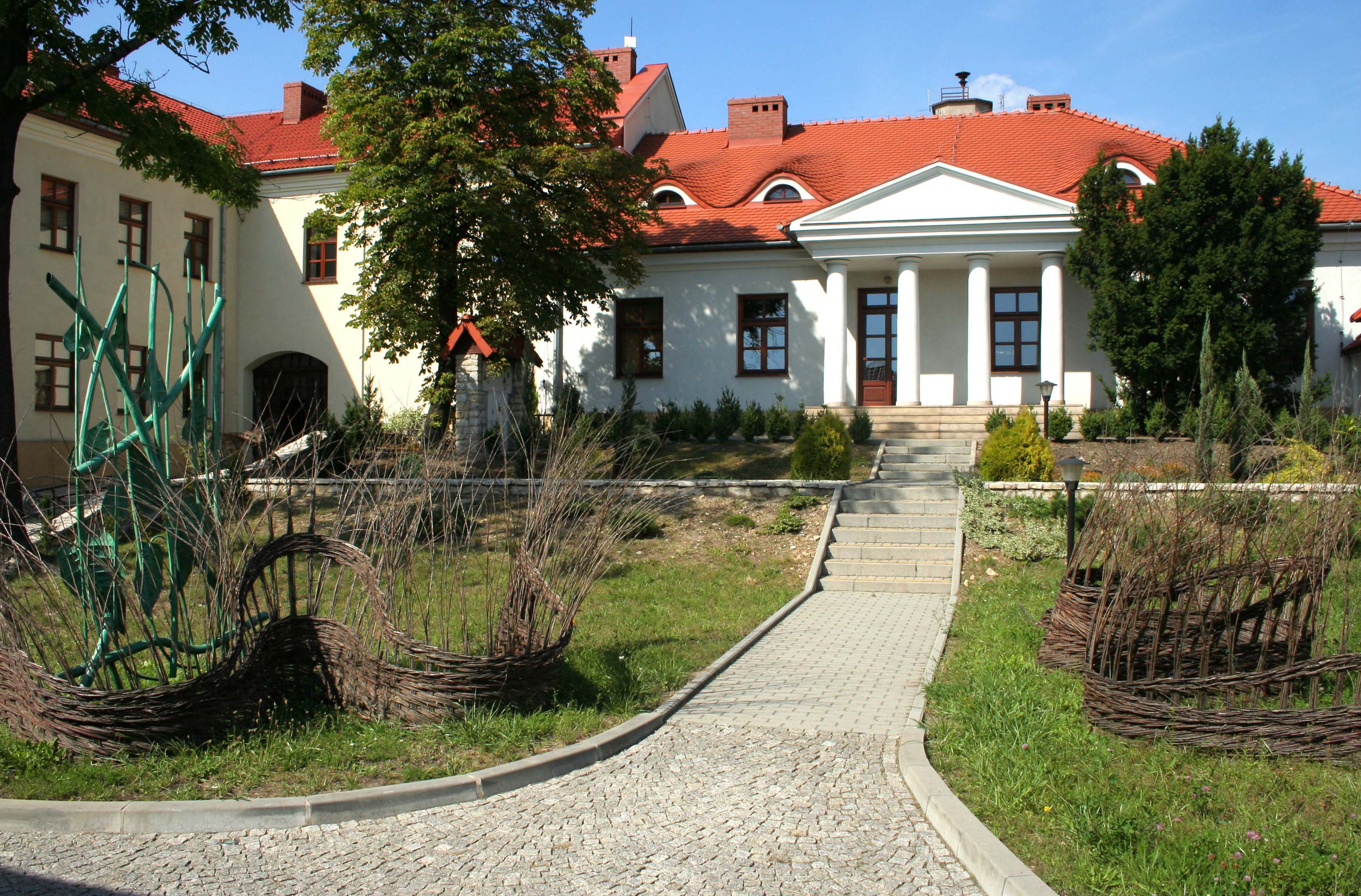
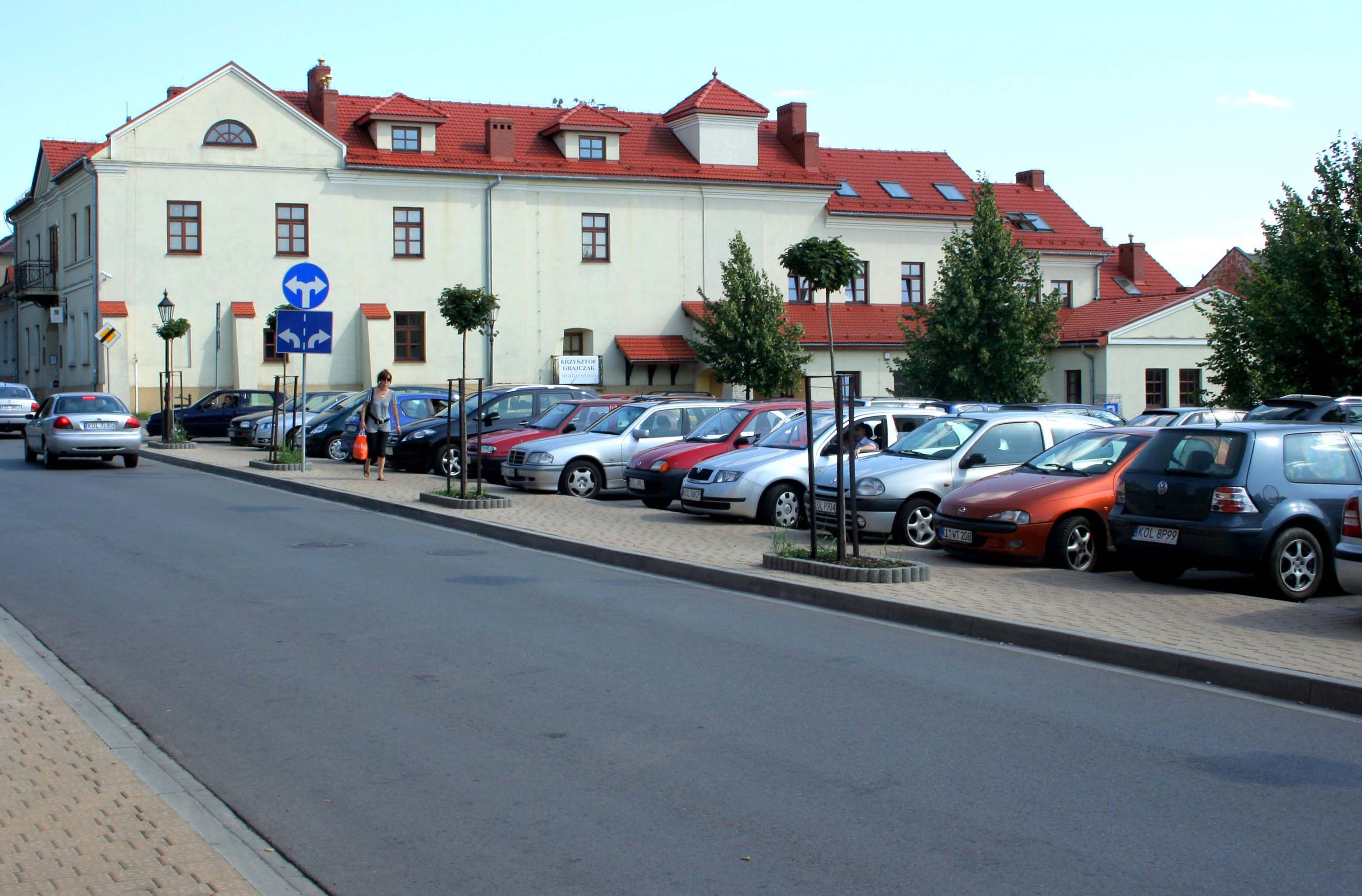
Centru cultural în Olkusz
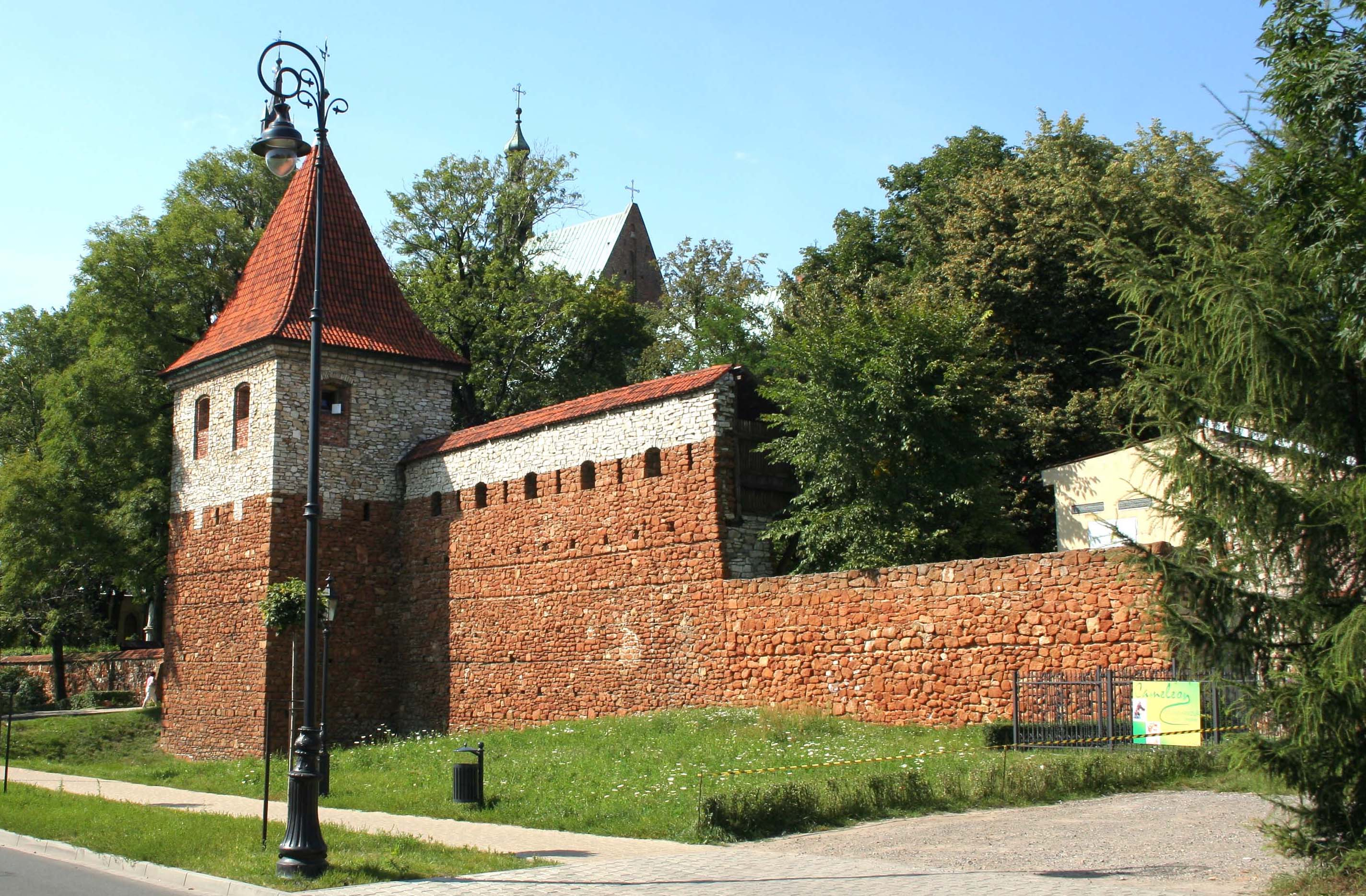
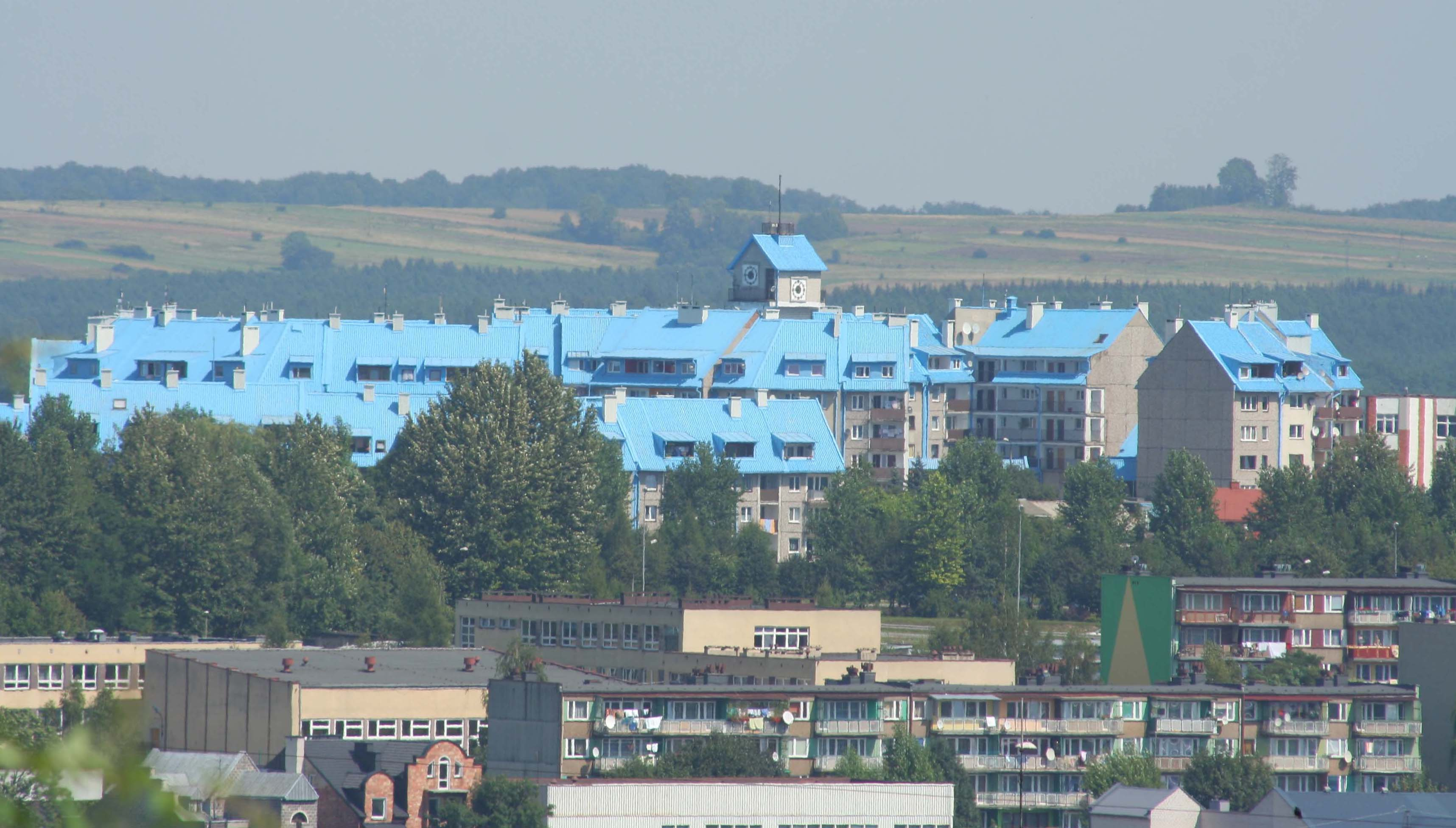
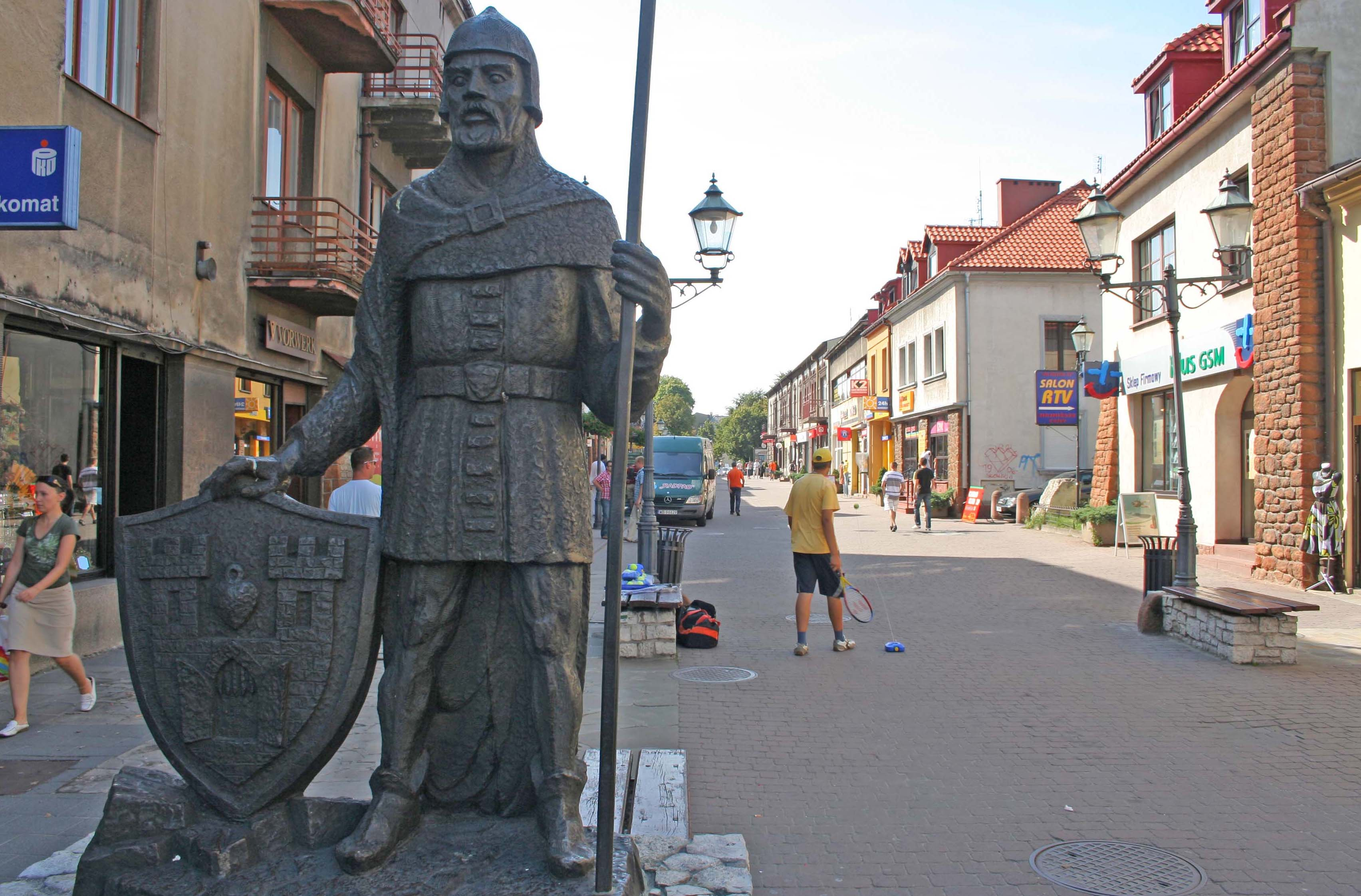
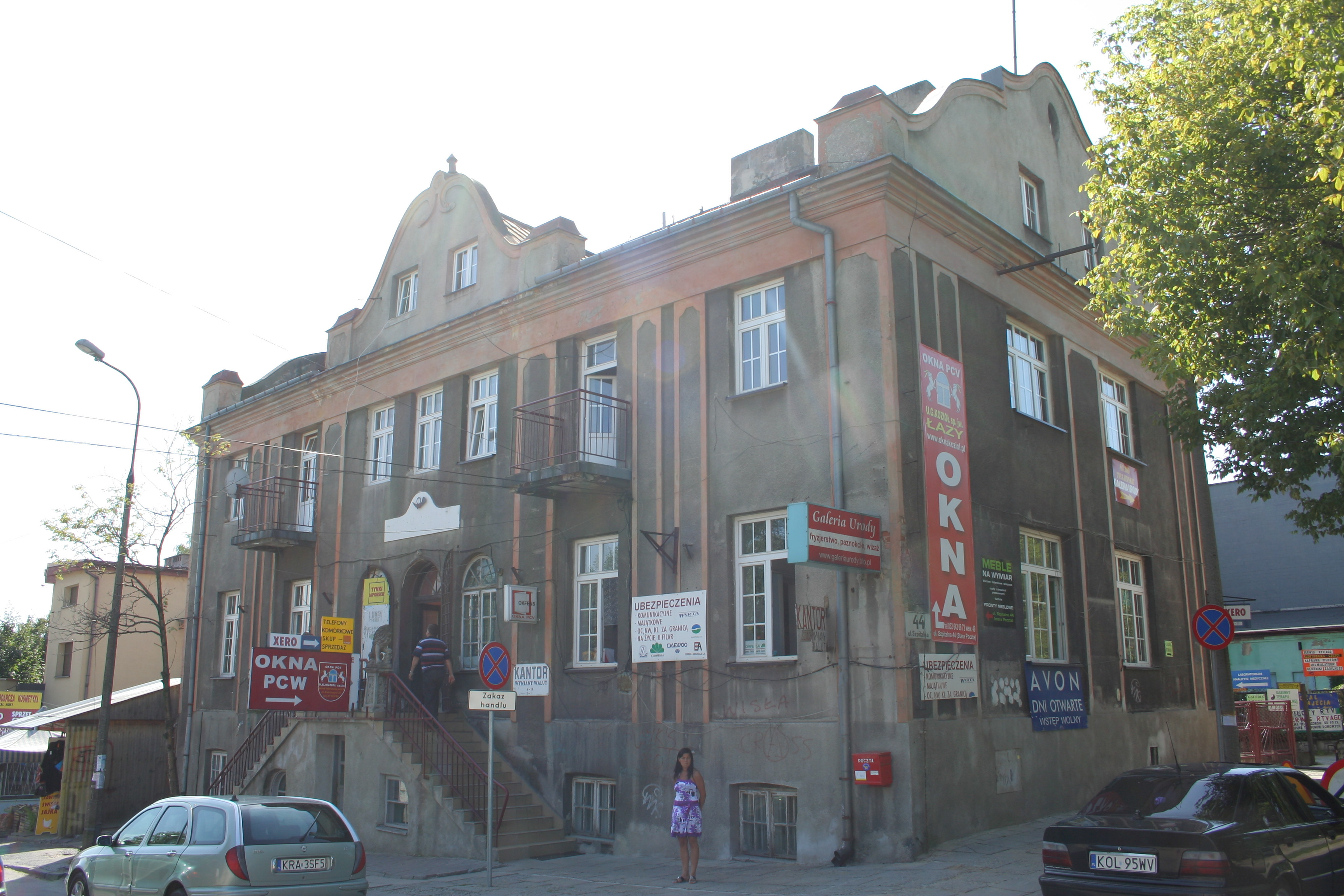
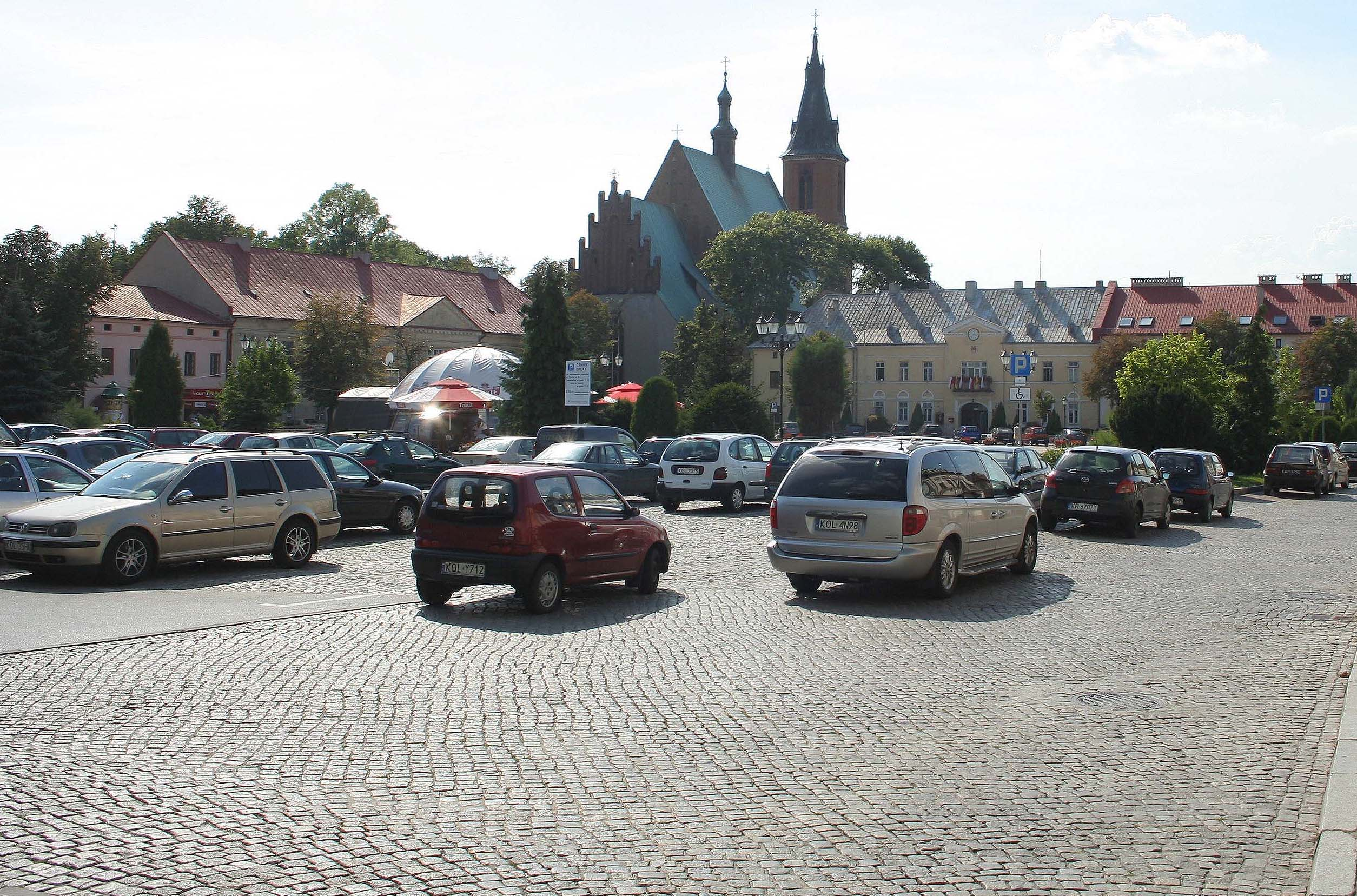
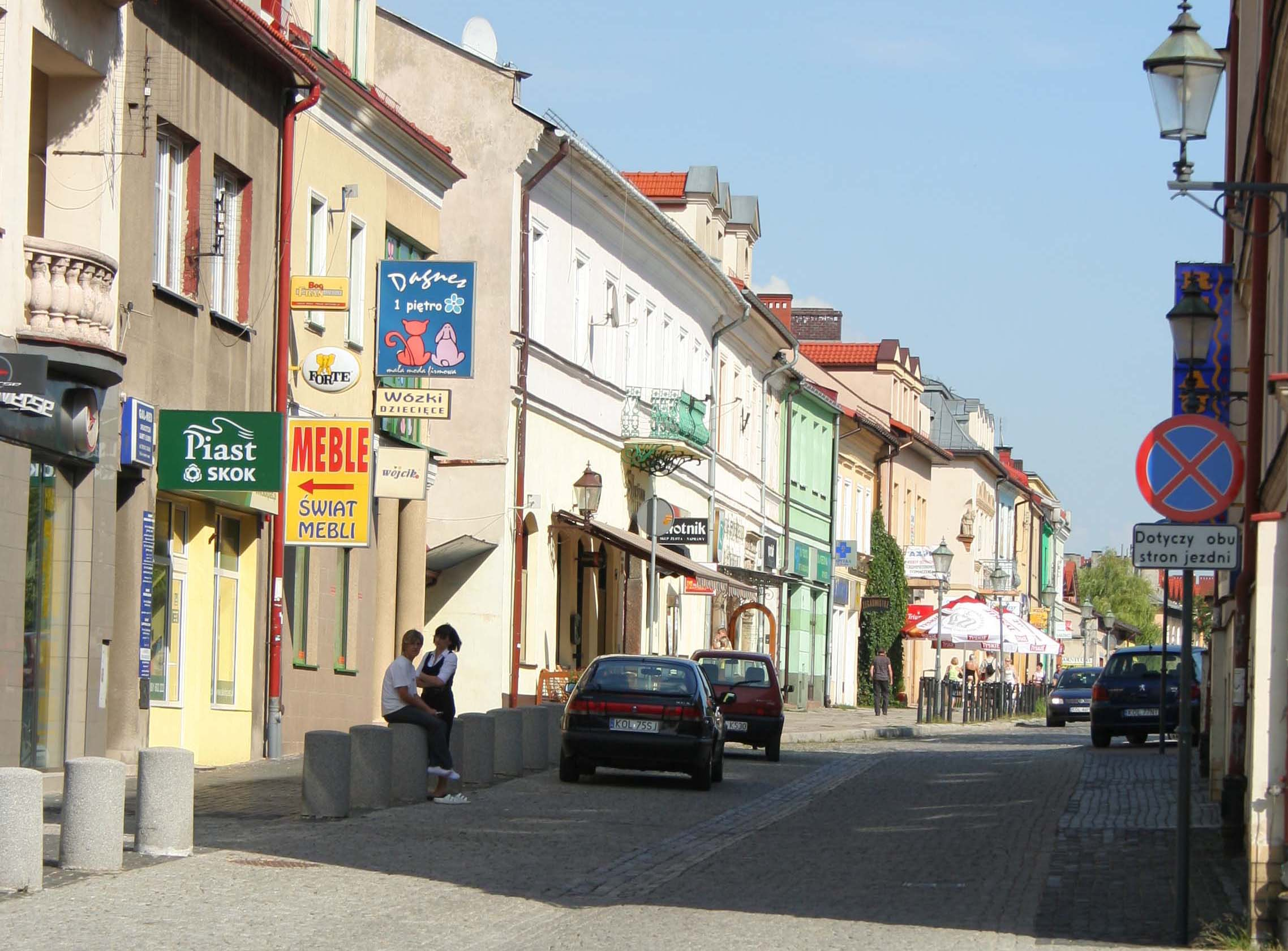
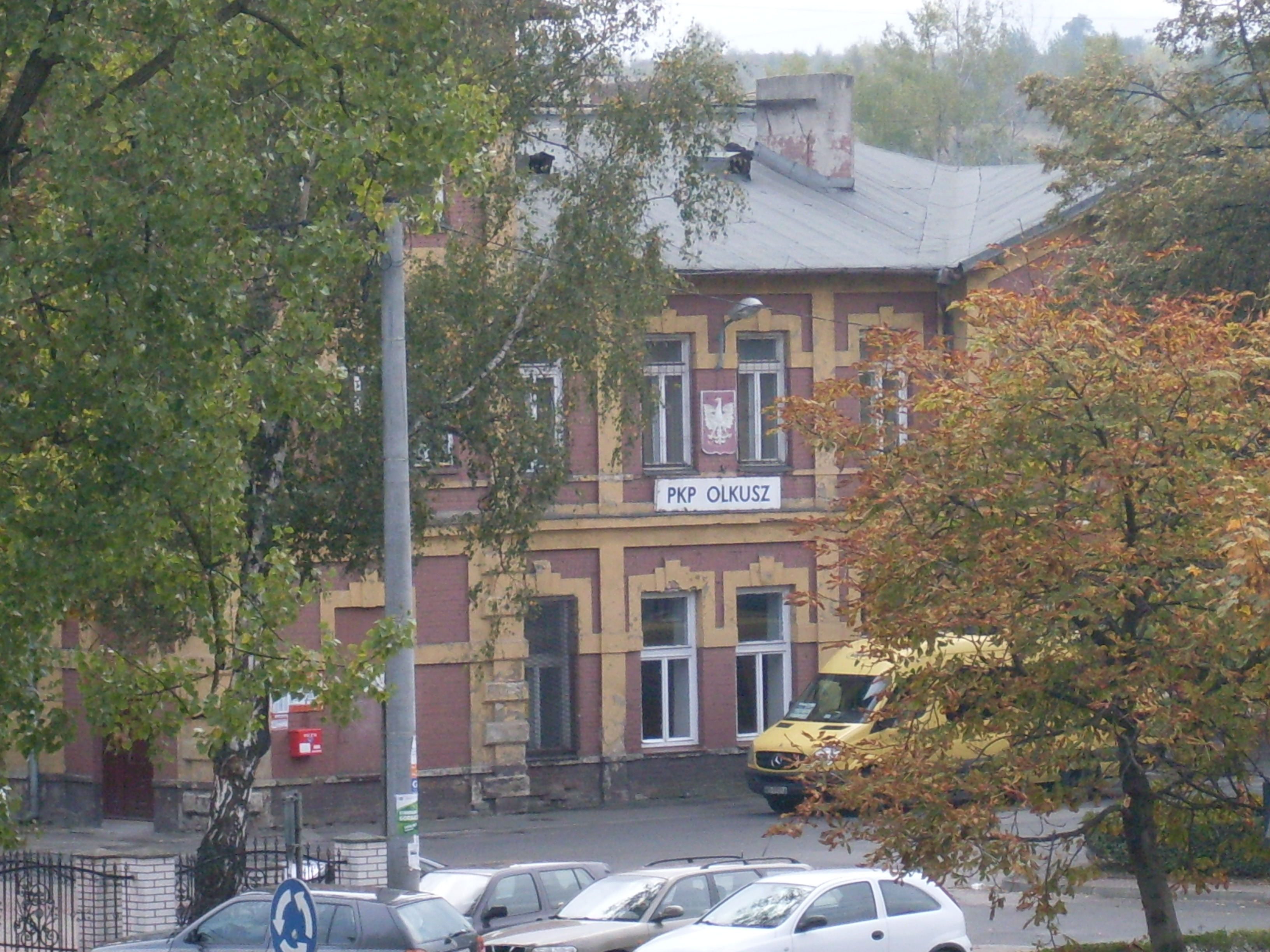
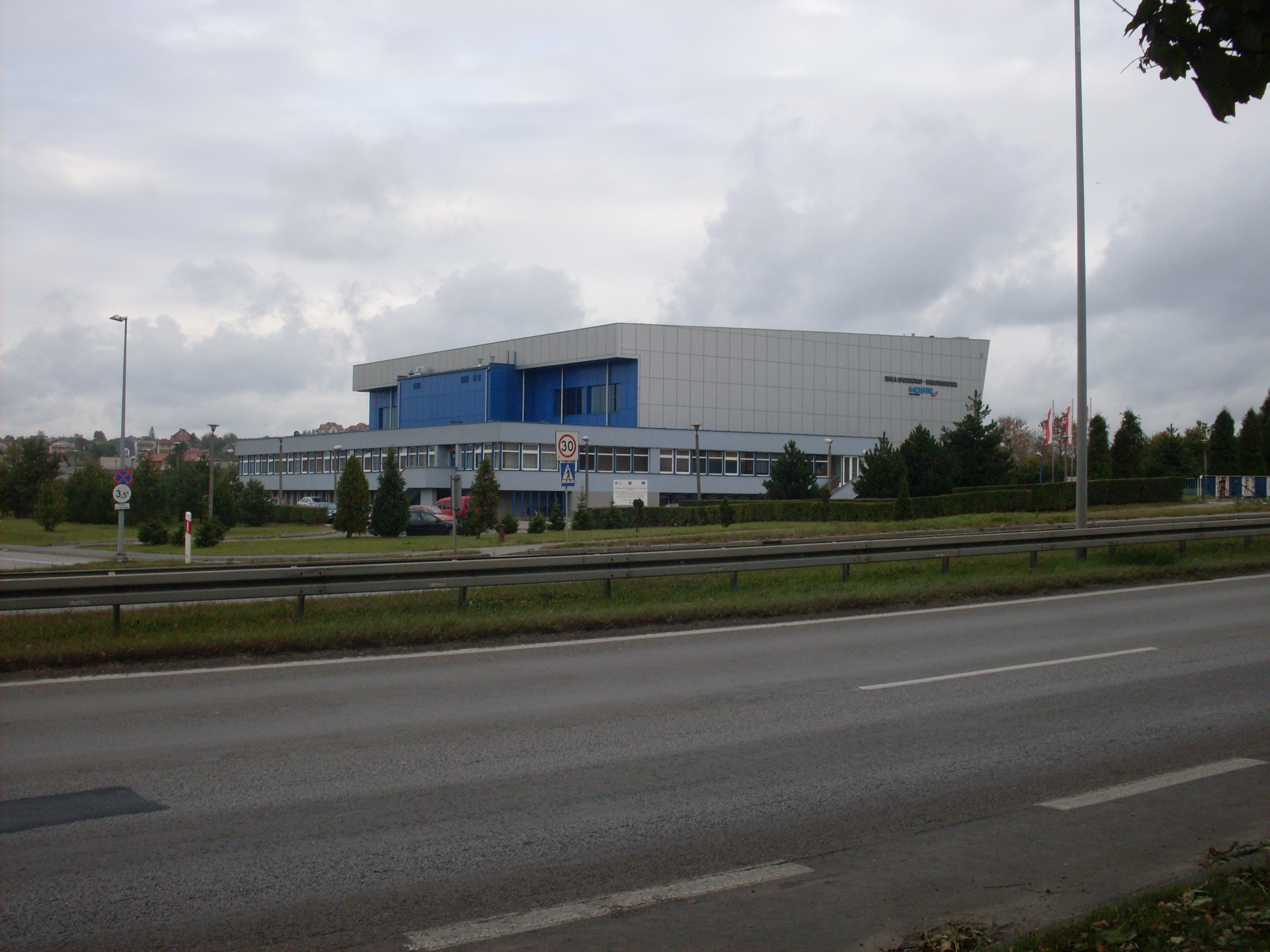
Sala de sporturi
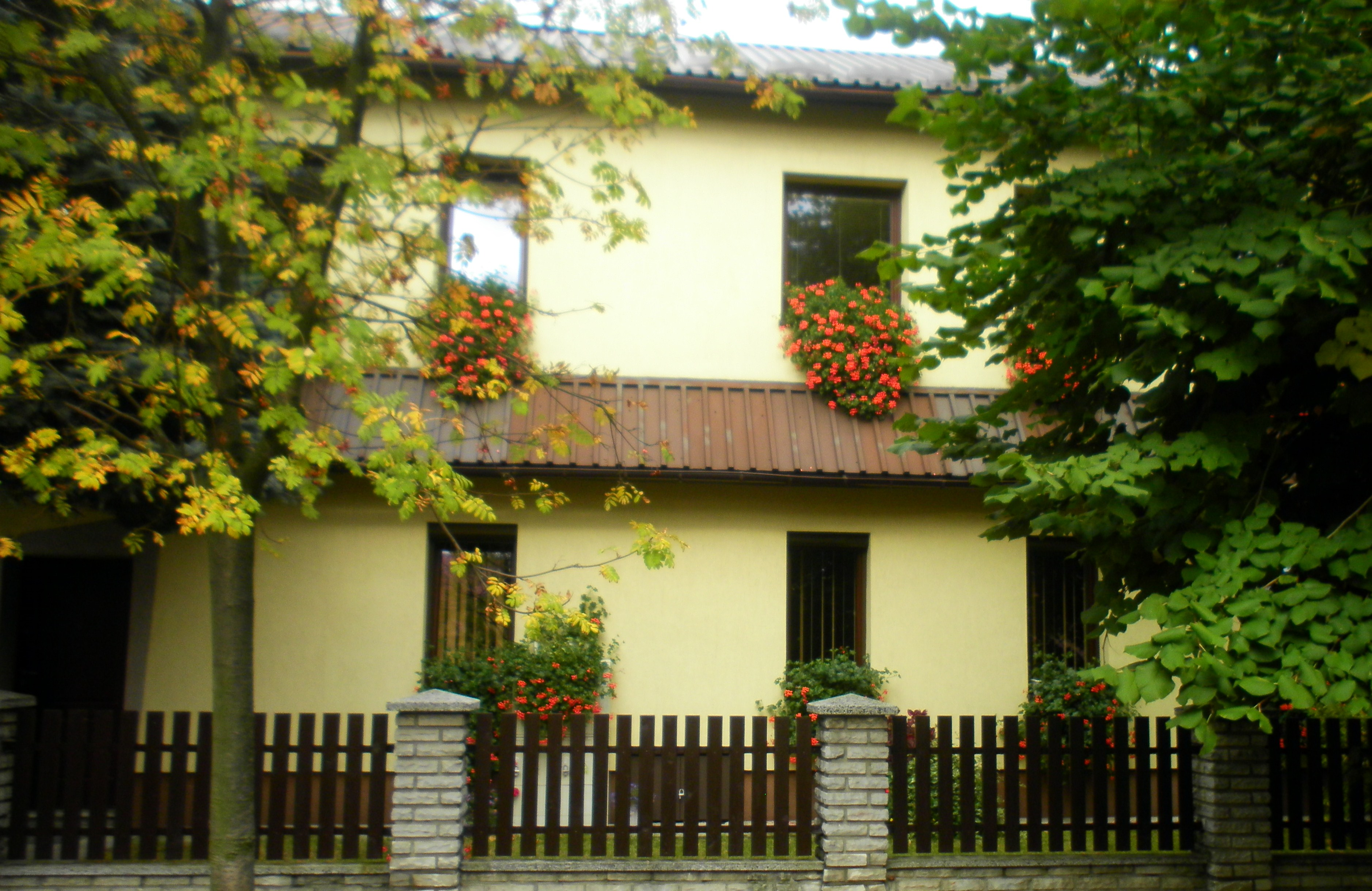